# Đăk La
Đăk La là một xã thuộc huyện Đăk Hà, tỉnh Kon Tum, Việt Nam.

## Địa lý
Xã Đăk La nằm ở phía nam huyện Đăk Hà, dọc theo Quốc lộ 14, có vị trí địa lý:
- Phía đông giáp xã Ngok Wang
- Phía tây và phía bắc giáp xã Hà Mòn
- Phía nam giáp thành phố Kon Tum.

Xã Đăk La có diện tích 50,44 km², dân số năm 2019 là 9.511 người, mật độ dân số đạt 189 người/km².

## Hành chính
Xã Đăk La được chia thành 11 thôn: 1A, 1B, 2, 3, 4, 5, 6, 7, 8, 9, 10.

## Lịch sử
Sau năm 1975, Đăk La là một xã thuộc thị xã Kon Tum (nay là thành phố Kon Tum).
Ngày 1 tháng 2 năm 1985, Hội đồng Bộ trưởng ban hành Quyết định 26-HĐBT về việc chia xã Đăk La thành hai xã lấy tên là xã Đăk La và xã Hà Mòn.
Ngày 24 tháng 3 năm 1994, xã Đăk La chuyển sang trực thuộc huyện Đăk Hà mới thành lập.